# Oxford University Press
L’Oxford University Press (OUP ou OxUP, littéralement : « Presses universitaires d'Oxford ») est une maison d'édition universitaire britannique de renom.
Elle est la plus importante maison d'édition universitaire du monde, compte parmi les vingt-cinq premiers groupes éditoriaux internationaux et est le second plus ancien éditeur indépendant encore en activité après Cambridge University Press.
Surnommée « The Press » depuis plus de 400 ans, ou plus communément, depuis 1945, par l'acronyme « OUP », elle constitue un département de l'université d'Oxford, dirigé par un groupe de quinze chercheurs diplômés d'Oxford tous désignés par le vice-chancelier de l'université, et que l'on appelle des « Délégués » (« Delegates »). Ce conseil d'administration est coordonné par un « Secrétaire aux Délégués » (« Secretary to the Delegates »), chief executive officer, qui est le principal représentant de l'OUP face aux autres corporations de l'université. L'université d'Oxford utilise ce système (ou du moins un système similaire) pour superviser la The Press depuis le XVIIe siècle.
Ses publications se déclinent sous deux labels : « Oxford University Press » pour la majeure partie du catalogue, et « Clarendon Press », pour certains ouvrages de prestige.
Elle publie de nombreux ouvrages de référence dont l’Oxford English Dictionary, l’Oxford Dictionary of English Etymology, l'Oxford Advanced Learner's Dictionary, le Concise Oxford Dictionary, les Very Short Introduction, les Oxford World's Classics (en) et le Dictionary of National Biography.

## Historique

### Débuts
Oxford ouvre dès 1478 une imprimerie, fondée par l'imprimeur d'incunables Theodoric Rood, d'origine germanique, et par le libraire-papetier anglais Thomas Hunt. Le premier livre à sortir des presses est le Expositio in symbolum apostolorum de Rufin d'Aquilée. Après une faillite en 1486, une nouvelle imprimerie ouvre vers 1518, concurrencée par celle de Cambridge, cette dernière se voyant accorder dès 1534 par charte royale le droit d'imprimer sous son nom des ouvrages savants destinés aux étudiants. Cependant, ce n'est qu'en 1583 que Cambridge commence réellement à produire des ouvrages, suivi en 1586 par Oxford qui en confie l'impression à Joseph Barnes. Depuis lors, The Press n'a eu de cesse d'imprimer des ouvrages.

### XVIIesiècle: William Laud et John Fell

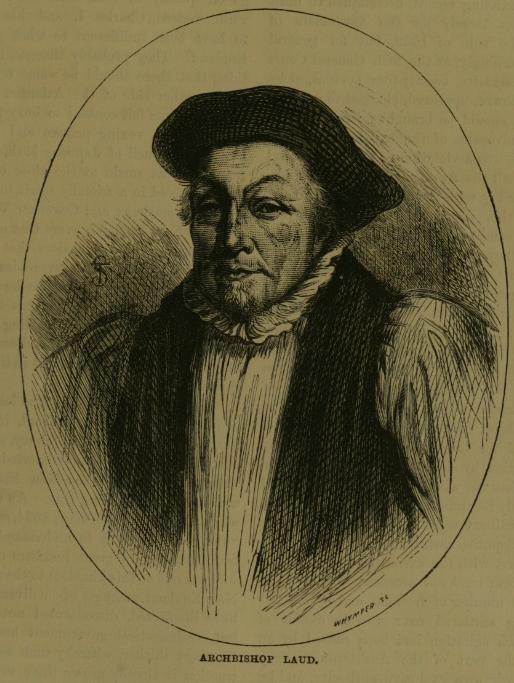
Portrait de William Laud.

Vers 1630, l'archevêque de Cantorbéry, William Laud, souhaite notamment réorganiser l'OUP pour lui donner un véritable statut de maison d'édition. Il demande au roi Charles 1er une aide publique qui permette de rivaliser avec les libraires et imprimeurs auxquels le Roi accordaient un privilège d'édition. En 1634, elle fut enfin autorisée à être l’une des deux privileged presses (en), avec la Cambridge University Press. C'est aussi Laud qui dotera The Press d'un conseil d'administration, un superviseur nommé Architypographus chargé du contrôle qualité, des commandes de papier à l'impression, en passant par le respect de la charte typographique. Durant la Première Révolution anglaise, après avoir tenté de réformer l’Église, Laud fut exécuté (1645) sur ordre du parlement et sans avoir pu obtenir la grâce du roi, mais plus tard Oxford demeura un bastion royaliste face au républicain Cromwell. Ce n'est qu'en 1660 avec la restauration de la monarchie que The Press reprendra véritablement ses publications.
Le premier « Secretary to the Delegates » fut en définitive John Fell (1625-1686) : il considérait William Laud comme un martyr et était décidé à poursuivre son œuvre. Il émancipa The Press des « Stationers », la corporation du livre établie à Londres, implanta une nouvelle imprimerie, importa des fontes et des matrices typographiques depuis les Pays-Bas et convia des typographes hollandais à créer des polices de caractères spécifiques. En 1675, il lance la maison dans la production d'un almanach (The Oxford Almanack) en grand format, qui ne cessera de paraître jusqu'à nos jours. Le catalogue ne cesse de s'étoffer, comptant plus de 100 titres. Avec Fell, The Press est entré dans le cercle des grandes maisons d’édition britanniques lorsque lui fut accordé le droit de publier la Bible du roi Jacques, une version de la Bible en anglais commandée par l’Église d’Angleterre sur ordre du roi Jacques Ier ; ce privilège lui permit de se diversifier au-delà des impressions académiques et pédagogiques dont elle était coutumière. Les dernières années de la vie de Fell furent occupées par d'incessants conflits avec les fameux Stationers, dont Thomas Guy, qui récupérèrent leurs privilèges commerciaux sur les ventes de la Bible du roi Jacques.

### XVIIIesiècle:The Clarendon Buildinget Blackstone

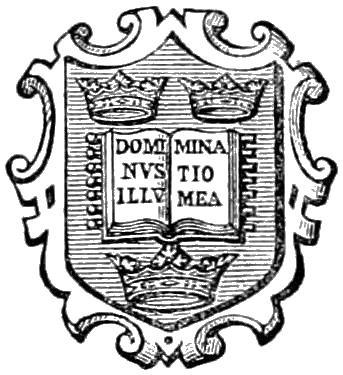
Le premier logo de l'OUP.

L’œuvre de Fell fut poursuivie par le philosophe Henry Aldrich, nommé Delegate, et qui mit fin dès 1691 aux conflits avec les Stationers : dès lors, l'Oxford University Press put jouir d'une certaine indépendance et s'assumer comme une véritable maison d'édition.
En 1713, Aldrich installa l'OUP dans le tout nouveau bâtiment construit par Nicholas Hawksmoor, The Clarendon Building, nommé ainsi en l'honneur d'Edward Hyde (1er comte de Clarendon) qui fut chancelier de l'université. Ces prestigieux bureaux servirent jusqu'en 1830.
D'une manière générale, alors que la première moitié du XVIIIe siècle est marqué par une expansion du commerce du livre, l'OUP ne produit pas d'ouvrages remarquables, mis à part peut-être une édition complète des œuvres de Shakespeare (Thomas Hanmer, 6 volumes). Ce relatif affadissement des productions n'est pas étranger à la nature de Thomas Hearne, nommé Architypographus, par ailleurs plus préoccupé d'antiquités que d'édition universitaire.
La maison est quasiment sauvée par l'un de ses délégués, William Blackstone : en 1757, profitant d'un changement de direction à la tête de l'université, il entame un audit de l'OUP que le nouveau chancelier, Thomas Randolph, ignore totalement. En 1760, à la suite d'une action en justice, Blackstone oblige l'université à entamer les réformes. Fort du Statute of Anne votée en 1709 et qui établit le copyright sur les publications en faveur de la maison d'édition et de l'auteur, Blackstone permet à l'OUP d'engranger enfin de substantiels revenus.
Dès 1776, la Guerre d'indépendance américaine prive l'OUP d'importantes ressources liés au commerce des bibles, exportées vers le Nouveau monde depuis presque deux siècles. Au sein du conseil d'administration, chacun des 48 délégués s'engagea alors à offrir une participation financière, le capital constitué donnant lieu à rémunération sur les bénéfices futurs, ce qui permit l’établissement d'un fonds de roulement. Par ailleurs, le catalogue se développe grâce aux publications de nombreux chercheurs issus de l'université mais aussi de travaux d'origine européenne comme ceux d'Immanuel Bekker ou de Karl Wilhelm Dindorf, invités par le délégué Thomas Gaisford qui exerça cette fonction pendant près de 50 ans. Le volume d'affaire est tel que les locaux deviennent trop petits et deux nouveaux bureaux sont ouverts non loin du Clarendon Building.

### XIXesiècle: Price et Cannan

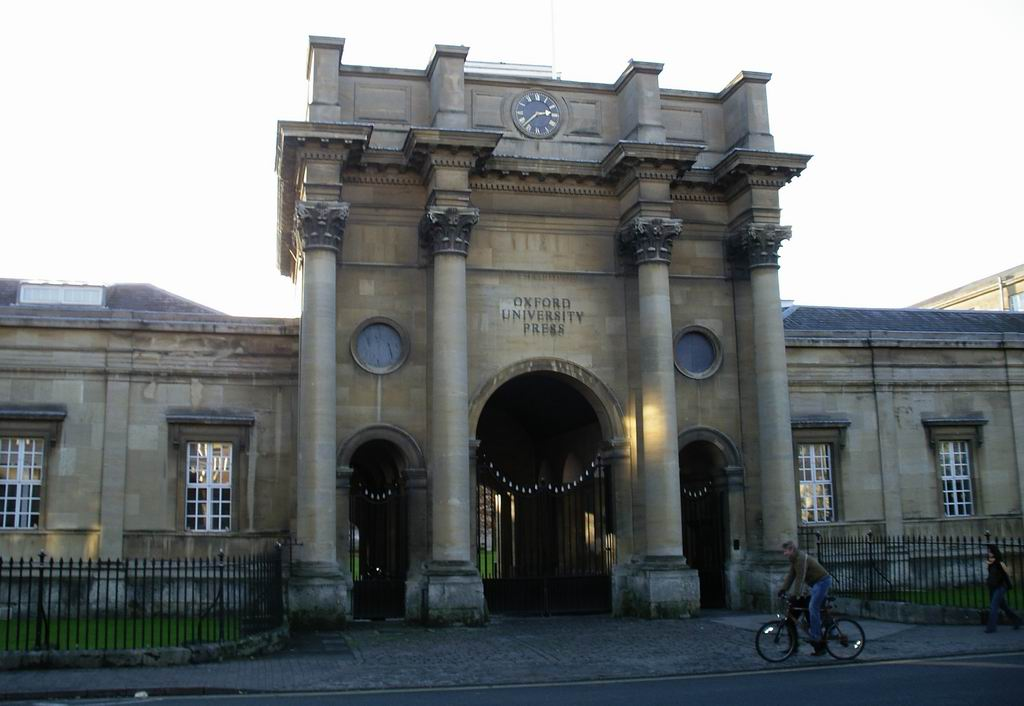
Le siège d'Oxford University Press sur Walton Street (Oxford) construit en 1830.

Qualifiée « d'assemblée d'hypocondriaques timides », les délégués de la vénérable maison anglaise n'étaient, jusqu'en 1830, connus que de trop peu d'étudiants et de lecteurs en général. Le fonds se développe encore trop lentement, on continue à éditer des bibles, des auteurs classiques à raison de cinq ou six titres par an, et l'arrivée des presses mécanisées en Angleterre vers 1840 ne change rien à l'atonie qui semble régner dans les bureaux.
En 1837, l'arrivée de Thomas Combe (en) (1896-1872) en tant que responsable de l'imprimerie allait considérablement transformer les choses : bien qu'il échoua à imposer le papier de Chine qui fut plus tard l'une des marques de fabrique de la maison (et des plus secrète), il permit l'acquisition d'un papetier alors en faillite, assurant ainsi un approvisionnement continu, et s'ouvrit aux créations du mouvement préraphaélite et à des artistes comme William Holman Hunt, faisant appel à une nouvelle génération de graveurs comme Mary Byfield. En 1865, un mathématicien vient le voir et doit lui-même payer l'impression de son livre : Alice's Adventures in Wonderland sort des presses sous le nom de Lewis Carroll. Un autre mathématicien, Bartholomew Price (en), recruté en 1868 comme surintendant, signe un accord de diffusion avec l'éditeur Alexander Macmillan, ce qui donne à l'OUP une visibilité accrue sur le marché. Avec lui, Price lance The Clarendon Press (1866), une collection de classiques à bas prix, accentuant ainsi la popularisation de la maison. Par ailleurs le Board of Delegates est réformé, les fonctions ne sont plus « perpétuelles » mais révocables et limitées dans le temps, de nouveaux visages, plus jeunes, siègent désormais au conseil d'administration, apportant avec eux de nouvelles idées. Ainsi, en 1875, les ouvrages de Max Müller portant sur l'étude des religions orientales, sortent des presses et connaissent rapidement un franc succès.
En 1880, l'accord avec Macmillan arrivait à son terme et ne fut pas renouvelé. Entretemps, l'OUP avait ouvert des stocks à Londres pour entreposer ses bibles. Le responsable s'appelait Henry Frowde, qui, pour beaucoup d'historiens et des témoins de l'époque, fut un personnage énigmatique. Venu du marché du livre et non du sérail oxfordien, il entreprit pourtant de développer la marque aux États-Unis puisqu'il fit ouvrir un bureau à New York en 1896. La politique éditoriale et commerciale menée par Price transforma considérablement l'OUP. Le catalogue prit une réelle envergure, éditant par exemple en 1873, l'ouvrage majeur du physicien James Maxwell, A Treatise on Electricity & Magnetism qui eut une influence considérable sur Einstein et toute la physique européenne. Surtout, en 1879, Price prit la décision de lancer le projet d'un nouveau dictionnaire d'anglais qui allait devenir un ouvrage de référence, une sorte de « bible » pour tous les anglophones.
Oxford English Dictionary
Baptisé « New English Dictionary », ce projet devient rapidement un enjeu de portée nationale, voire nationaliste, à l'instar des dictionnaires français parus quelques années plus tôt sous le Second Empire. Sa rédaction fut confiée au lexicographe James Murray et la première édition parut en 1884. Quarante-quatre ans plus tard, la première édition était enfin achevée que le coût total avoisinait les 400 000 livres sterling, une fortune.
En 1897, est nommé un nouveau responsable, Charles Cannan, qui doit justement faire face à l'augmentation des coûts de production qui commencent à peser sur les comptes de l'OUP. L'université le charge de les apurer, du moins, de les limiter. Cannan entreprend alors de développer de nouvelles collections afin de générer de nouvelles ventes. Cette croissance par la production de nouveautés est la marque d'une politique éditoriale assez innovante pour l'époque. C'est lui qui nomme Henry Frowde à la tête des finances et du développement de la société.
Cannan et Frawde se lancent dans les économies d'échelle : en 1906, l'éditeur World's Classics, avec son fonds composé de livres petits formats de grands auteurs, est racheté, et la même année, une coentreprise est négociée avec Hodder & Stoughton, spécialisé dans la jeunesse et la médecine. En 1913, Cannan recrute Humphrey S. Milford pour remplacer Frawde, parti à la retraite, et lui confie le bureau londonien. Désormais à la tête de près de 600 salariés, Cannan envisage l'édition de livres universitaires et d'usuels lexicographiques comme une source de revenus hautement rentable. À la veille du premier conflit mondial, l'OUP enregistre ses premiers bénéfices substantiels.

### XXesiècle: Expansion internationale

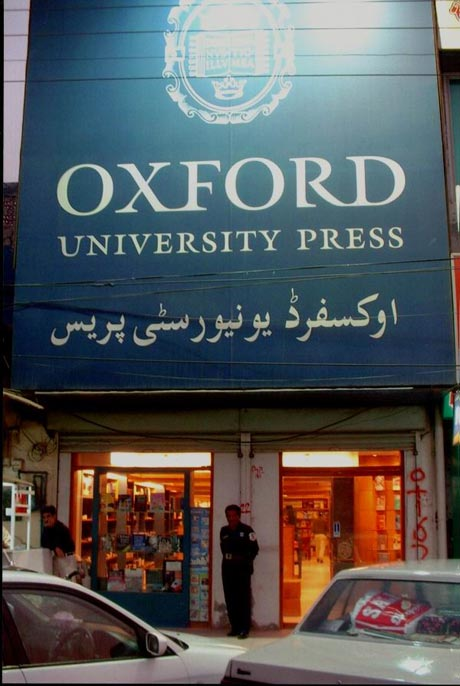
Librairie à Faisalabad (2010).

L'essentiel de son développement actuel, l'OUP le doit sans aucun doute à l'établissement de ses représentations à l'étranger, une politique expansionniste amorcée dès 1906 et maintenue de nos jours dans la plupart des pays. Cette année-là, Humphrey S. Milford via Hodder and Stoughton établit un bureau de représentation exclusif en Inde.
Le conflit mondial de 1914-1918 ne semble pas avoir affecté la production outre mesure, si ce n'est qu'en 1917, le trafic maritime devient peu sûr du fait des attaques allemandes sur les navires au départ des ports anglais. D'autre part, une grande partie du personnel est mobilisé sur le front et nombreux sont ceux qui n'en reviendront pas. Les résultats de l'année 1917-1918 seront particulièrement désastreux. Dans les années 1920, l'OUP, en plus de trois nouveaux bureaux au Royaume-Uni, ouvre des filiales à Leipzig, Toronto, Melbourne, Le Cap, Bombay, Calcutta, Madras et Shanghai. Avec la crise de 1929, l'Inde devient la principale source de profits. En 1928 et 1936, la branche américaine de l'OUP basée à New York demeura la première maison d'édition universitaire du pays.
En 1941, l'OUP imprime pour participer à l'effort de guerre un manuel de cryptologie destiné aux communications navales alliées. En 1951, l’Oxford Atlas devient le produit phare de la maison qui compte un important département cartographique. Dès 1989, l'OUP s'ouvre à la PAO : les années qui suivent voient fermer l'imprimerie typographique. En 2000, est lancé le service OED Online, permettant aux lecteurs de consulter le thesaurus linguistique directement sur internet. En 2004, c'est le lancement de l’Oxford Dictionary of National Biography qui comprend soixante volumes dont une version consultable en ligne.
L'OUP est aujourd'hui présente dans plus de cinquante pays : elle est la plus importante maison d'édition universitaire du monde.

## Collections et ouvrages importants

### Dictionnaires

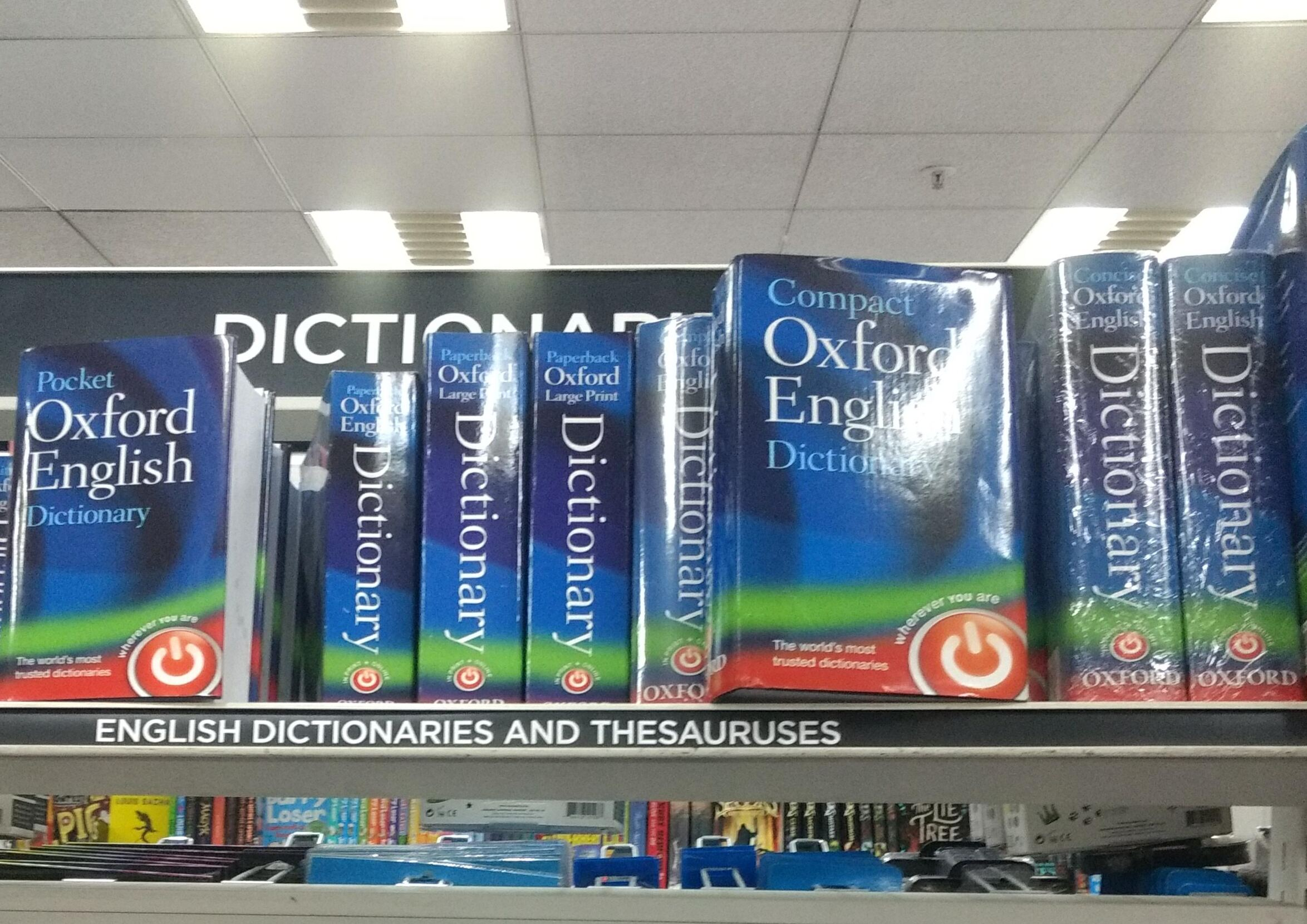
Dictionnaires Oxford University Press.

- Oxford English Dictionary
- Shorter Oxford English Dictionary
- Compact Oxford English Dictionary (en)
  - (en) Compact Editions of the Oxford English Dictionary
  - Compact Oxford English Dictionary of Current English (en)
- Concise Oxford English Dictionary
- Oxford Dictionary of National Biography
- Oxford Advanced Learner's Dictionary
- Bénézit (depuis 2011, via Oxford online)

### Apprentissage de la langue anglaise
- Headway
- Streamline
- English File
- Let's Go
- Potato Pals

### Histoire (collections)
- India's Ancient Past et Rethinking India's Past de Ram Sharan Sharma
- Oxford History of England (en)
- Oxford History of the United States
- Oxford Illustrated History of Ireland
- Oxford History of Islam
- The Oxford Illustrated History of the First World War s/dir. de Hew Strachan
- Germany and the Second World War
- Oxford History of the French Revolution (en) de William Doyle

### Indologie
- The Religious Books of the Sikhs
- Sacred Books of the East
- Rulers of India (de)
- The Early History of India

### Littérature classique
- Oxford Classical Texts
- Nelson Thornes (2013)

### Musicologie
- The Oxford Companion to Music

### Revues scientifiques spécialisées
L'OUP publie de nombreuses revues scientifiques dans des domaines tels que la médecine, la physique et la biologie, comme le Journal of Heredity.

## Polémique
En 2015, l'Oxford University Press a déclenché une polémique en encourageant ses auteurs à bannir des mots comme « cochon » ou « saucisse », de livres pour enfants, afin de ne pas froisser la communauté juive ou musulmane, ce qui a provoqué l'indignation de plusieurs députés du Royaume-Uni,.

## Usages typographiques
En anglais, il est possible d’utiliser une virgule avant le dernier terme d'une énumération : par exemple, « du jambon, des chips et des œufs » peut être écrit « ham, chips, and eggs ». Dans ce cas, la virgule avant « and » est appelée « Oxford comma » (virgule d’Oxford) en raison de son utilisation systématisée dans les ouvrages publiés par l'Oxford University Press. Cette virgule peut aussi être nommée « Harvard comma » en référence à la Harvard University Press ; le terme générique est « listing comma » ou « serial comma ».